# A.S. Red & Blue
Ngày 04 tháng 7 năm 2011, Pledis Entertainment đã thông báo rằng After School (ban nhạc) sẽ chia thành 'Red' và 'Blue  như hai nhóm nhỏ cho dự án trở lại đặc biệt này của họ. AS RED sẽ theo phong cách sexy, mạnh mẽ, trong khi AS Blue sẽ tạo cho cái nóng mùa hè với một hình ảnh ngọt ngào và dễ thương. 
Pledis cho biết trong buổi họp mặt của After School vào 9/7, các fan sẽ là những người bỏ phiếu cho các thành viên mà họ muốn. Sau khi tổ chức cho các fan bỏ phiếu kín trong buổi họp fan của After School ở trường đại học Sookmyung, sáng 11/7 công ty Pledis Entertainment đã công bố 4 thành viên của A.S Red bao gồm Kahi, Jungah, Nana, và UEE với phong cách gợi cảm nóng bỏng, còn Jooyeon, Raina, Lizzy, và E-Young sẽ thuộc về A.S Blue với phong cách trẻ trung năng động.
A.S. Red và Blue phát hành album single đầu tiên của họ ngày 21 Tháng Bảy, 2011, với ca khúc chủ đề In The Night Sky và Wonder Boy tương ứng. Các video âm nhạc cho hai bài hát được phát hành ngay sau đó. Album duy nhất của A.S. Red bao gồm hai bài hát, In The Night Sky và Hollywood. Còn album của A.S. Blue' cũng bao gồm hai bài hát, Wonder Boy và Lady. Riêng "Hollywood" và "Lady" được hát bởi tất cả các thành viên của After School.

## After School Blue
| Tên      | Tên              | Tên thật       | Tên thật         | Ngày sinh        |
| Phiên âm | Tiếng Triều Tiên | Phiên âm       | Tiếng Triều Tiên | Ngày sinh        |
| -------- | ---------------- | -------------- | ---------------- | ---------------- |
| Jooyeon  | 주연             | Lee Joo Yeon   | 이주연           | 19 tháng 3, 1987 |
| Raina    | 레이나           | Oh Hye Rin     | 오혜린           | 7 tháng 5, 1989  |
| Lizzy    | 리지             | Park Soo Young | 박수영           | 31 tháng 7, 1992 |
| E-Young  | 이영             | Noh Yi Young   | 노이영           | 16 tháng 8, 1992 |

### After School Red
| Tên      | Tên              | Tên thật      | Tên thật         | Ngày sinh         |
| Phiên âm | Tiếng Triều Tiên | Phiên âm      | Tiếng Triều Tiên | Ngày sinh         |
| -------- | ---------------- | ------------- | ---------------- | ----------------- |
| Kahi     | 가희             | Park Ji Young | 박지영           | 25 tháng 12, 1980 |
| Jungah   | 정아             | Kim Jung Ah   | 김정아           | 2 tháng 8, 1983   |
| Uee      | 유이             | Kim Yu Jin    | 김유진           | 9 tháng 4, 1988   |
| Nana     | 나나             | Im Jin Ah     | 임진아           | 14 tháng 9, 1991  |